# Fedir Krichevski
Fedir Krichevski (en ucraniano: Федір Кричевський; Lebedín, 10 de mayojul./ 22 de mayo de 1879greg.-Irpín, 30 de julio de 1947) fue un influyente pintor ucraniano del primer modernismo. Era hermano del diseñador gráfico Vasil Krichevski.

## Biografía
Krychevsky nació en Lebedín, en la gobernación de Járkov del Imperio Ruso, en la familia de un médico rural judío que se convirtió al cristianismo ortodoxo y se casó con una ucraniana. Se graduó en la Escuela de Pintura, Escultura y Arquitectura de Moscú en 1901 y en la Academia de Artes de San Petersburgo en 1910. Viajó por Europa Occidental en 1911-1912. Se trasladó a Kiev, donde fue profesor y director de la Escuela de Arte de Kiev de 1914 a 1918.
En 1917 fue uno de los fundadores y rector (de 1920 a 1922) de la Academia Estatal de Arte de Ucrania. Cuando se suprimió la academia, trabajó como profesor en el Instituto Estatal de Arte de Kiev, del que llegó a ser rector. Permaneció en Kiev al inicio de la Segunda Guerra Mundial y mantuvo su puesto en el instituto, intentando salvarlo en condiciones difíciles durante la ocupación alemana de Kiev. Fue presidente de la Unión de Artistas Ucranianos, que intentó mejorar las condiciones de los artistas durante la ocupación. Era muy popular entre los artistas-colegas, el profesorado del instituto y los estudiantes, y nadie delató su origen judío a las autoridades alemanas, lo que le salvó de la masacre de Babi Yar.
Se trasladó a Königsberg en el verano de 1943, para reunirse con su hermano Vasil. Intentó huir hacia el oeste para escapar del avance de las tropas soviéticas, pero el tren en el que viajaba fue alcanzado. Krichevski fue detenido por el NKVD como colaborador, pero en los interrogatorios no se encontró nada que pudiera incriminarle, por lo que fue despojado de todos sus títulos y honores y enviado al exilio interior a la aldea de Irpin, cerca de Kiev, donde murió de inanición durante la hambruna de 1947, a pesar de la ayuda alimentaria que recibía de su alumna Tetiana Yablonska.
Doce años después de su muerte, Krichevski fue "rehabilitado". En 1959 se celebró la primera exposición de sus obras en Kiev, y se empezó a publicar información sobre su trabajo.

## Obras
En total, produjo cerca de mil obras, entre composiciones narrativas, retratos, paisajes y dibujos. Su obra temprana sigue siendo la parte más valiosa y apreciada de su obra. Se formó bajo la influencia de Gustav Klimt y Ferdinand Hodler y combinó los principios estéticos secesionistas con la sensibilidad folclórica e icónica. El dibujo de Krychevsky se considera igual al de Adolph von Menzel. Su obra posterior, aunque de sólida ejecución, sufrió las limitaciones ideológicas del .
Durante 30 años, Krychevsky fue una de las principales figuras del arte ucraniano. En 1911 y 1913 organizó las primeras exposiciones de arte estrictamente ucraniano. A partir de 1897, su obra se expuso en más de 34 muestras dentro y fuera de Ucrania. También fue un profesor de éxito, entre cuyos alumnos se encontraban muchos artistas ucranianos famosos.
El tríptico "Life" de Krychevsky sigue siendo uno de los ejemplos icónicos del modernismo ucraniano. La obra combina los elementos del Art Nouveau y las pinturas religiosas ucranianas. Cada cuadro contiene respectivamente los temas eternos de la vida: el amor, los logros y la pérdida. El toque moderno que Krychevsky da a los cuadros, como el ritmo planar-lineal y la armonía de los colores, enriquece la interpretación clásica de las pinturas.

## Influencia y reconocimientos
Krychevsky tuvo muchos alumnos a lo largo de su dilatada carrera, especialmente Boris Kriukowy Tetiana Yablonska.
Hay una calle en Kiev que lleva su nombre.